# Монте-Бре
Монте-Бре или Бре (итал. Monte Brè) — гора высотой 925 м, расположенная на востоке Лугано в Швейцарских Альпах.
Считается одним из самых солнечных мест Швейцарии. С 1912 года на горе работает фуникулёр.

## Галерея

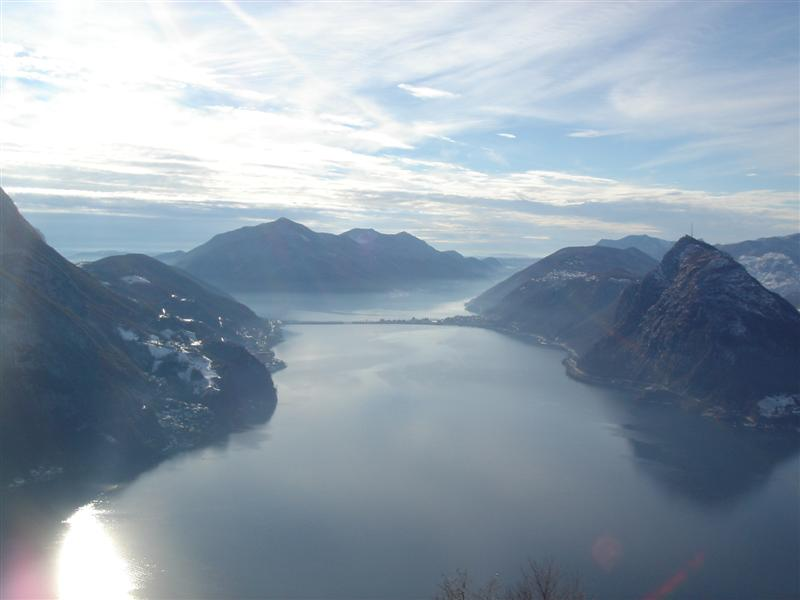
Вид на Монте-Бре
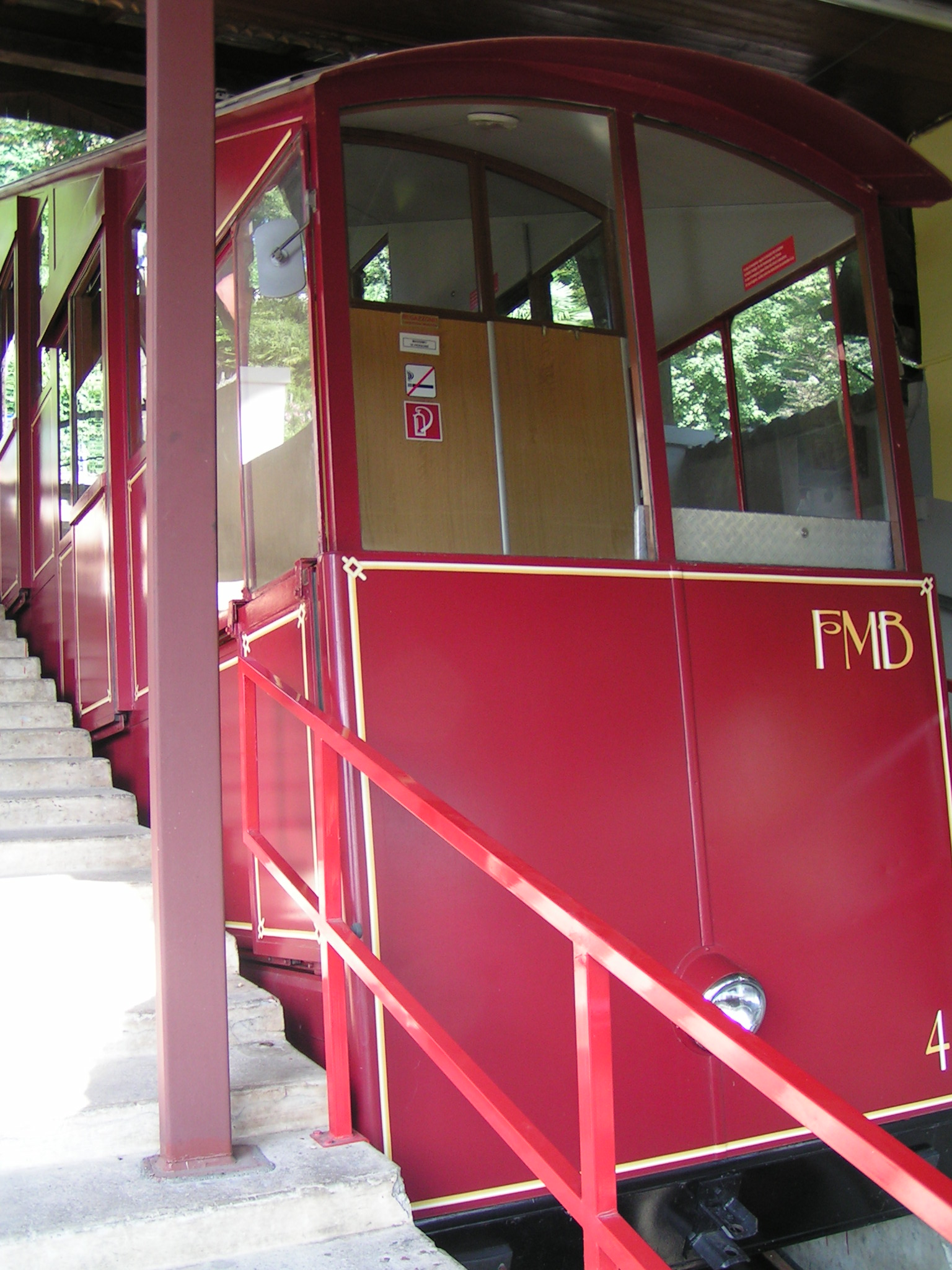
Фуникулёр к горе Монте-Бре
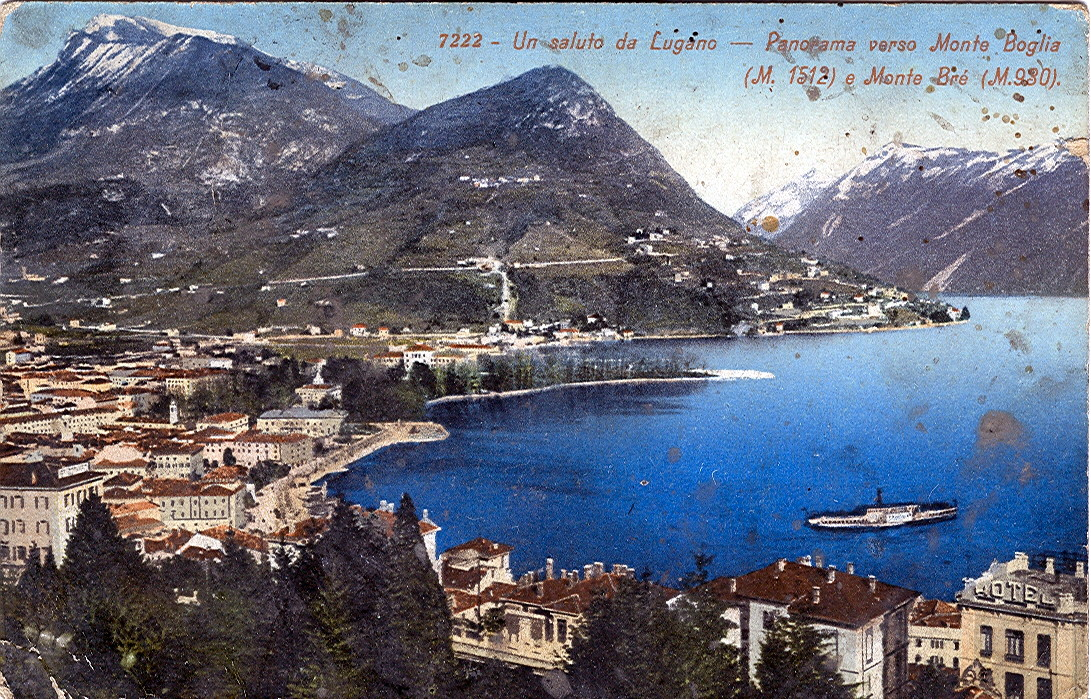
Открытка 1914 года с видом на Лугано и Монте-Бре